# Montcourt-Fromonville
Montcourt-Fromonville – miejscowość i gmina we Francji, w regionie Île-de-France, w departamencie Sekwana i Marna.
Według danych na rok 1990 gminę zamieszkiwały 2183 osoby, a gęstość zaludnienia wynosiła 267 osób/km² (wśród 1287 gmin regionu Île-de-France Montcourt-Fromonville plasuje się na 469. miejscu pod względem liczby ludności, natomiast pod względem powierzchni na miejscu 474.).